# NGC 3933
NGC 3933 ist eine Spiralgalaxie vom Hubble-Typ S? im Sternbild Löwe, die schätzungsweise 164 Millionen Lichtjahre von der Milchstraße entfernt ist. 
Die Galaxie wurde im Jahre 1871 von dem Astronomen Alphonse Borrelly entdeckt.